# Elda (opera)
Elda è un'opera in quattro atti di Alfredo Catalani su libretto di Carlo d'Ormeville.

## Prima rappresentazione
La prima rappresentazione dell'opera ebbe luogo al Teatro Regio di Torino il 31 gennaio 1880, ma si trattò di una versione riveduta e tagliata ad opera di Carlo Pedrotti, che accorciò la durata di quasi metà. L'opera nella partitura originale non è mai stata eseguita. La recita torinese vide la partecipazione dei seguenti artisti.
| Ruolo                | Registro vocale | Interprete                     |
| -------------------- | --------------- | ------------------------------ |
| Il re di Leira       | basso           | Édouard de Reszke              |
| Ulla                 | soprano         | Nadina Boulicioff              |
| Sveno                | tenore          | Enrico Barbacini               |
| Elda                 | soprano         | Adelina Stehle-Garbin          |
| Magno                | baritono        | Sante Athos                    |
| Vilberga             | soprano         | Lucia Barovetti                |
| Un cavaliere         | baritono        | Argimiro Bertocchi             |
| Direttore            |                 | Carlo Pedrotti                 |
| Maestro concertatore |                 | Carlo Fassò                    |
| Maestro del coro     |                 | Alessandro Moreschi            |
| Regia                |                 | Carlo Taglianti                |
| Scenografia          |                 | Augusto Ferri Riccardo Fontana |

## Trama
La vicenda è ambientata sul Mar Baltico e nelle sue vicinanze.

### Atto I
Sveno deve sposare Ulla, nipote del re. Sveno però è segretamente innamorato di Elda, una povera orfana che ignora la sua vera identità. Sveno rivela il suo amore segreto all'amico Magno, che, all'insaputa di Sveno, è innamorato di Ulla. Magno è però risoluto a rinunciare a Ulla per non tradire Sveno. Sveno vorrebbe farlo, ma non trova il coraggio di raccontare la verità ad Elda.
Il giorno della nozze proprio Elda viene scelta come ancella di Ulla. Quando vede che lo sposo è Sveno, Elda lo accusa apertamente, ma Sveno, con uno sforzo supremo, fa credere di non conoscerla. La naturalezza dell'indignazione di Elda lascia però tutti sospettosi.

### Atto II
Elda vaga disperata su una spiaggia. Chiede poi agli spiriti del mare di aiutarla a vendicarsi donandole una bellezza irresistibile. Viene accontentata, ma in cambio di questo deve promettere che diventerà sposa del Baltico.
Sveno teme che Elda possa essersi tolta la vita, e per questo chiede allo scudiero Luitlando di trovarla e portarla lontano. Durante una festa però Elda riappare, irradiata da una luce fantastica. Sveno non sa resistere al suo fascino, nonostante le suppliche di Ulla e il canto di Magno, che maledice chi dimentica l'onore giurato. All'apparire del re, Elda e Sveno vengono arrestati e condotti via.

### Atto III
Ulla è prostrata e sente prossima la fine. Desidera però morire perdonando, e chiede a Magno di intercedere in favore di Sveno. Magno le confessa il proprio amore, poi Ulla si sente mancare e perde i sensi.
Nel tempio di Odino, Sveno ed Elda sono stati giudicati e condannati al rogo. Il re chiede un'ultima conferma al nume: se la fiamma che arde nel tempio si ravviverà versando nuovo incenso, Elda sarà salva, altrimenti morrà; la fiamma si ravviva ed Elda viene graziata. Giunge Magno portando la notizia della morte di Ulla, e dicendo che l'ultima richiesta della defunta è stata il perdono di Sveno. Così anche Sveno scampa al rogo, ma il re lo condanna all'esilio. Sveno vorrebbe partire con Elda, ma lei rifiuta, soddisfatta della vendetta raggiunta ma col cuore affranto. Sveno fugge da solo.

### Atto IV
Sveno vagando disperato giunge al cimitero dove si svolge il funerale di Ulla. Per un momento sembra riaversi e rendersi conto del male fatto ad Ulla, ma si ode da lontano la voce di Elda e Sveno fugge ancora in cerca di lei.
Elda e Sveno si incontrano su una spiaggia e ricordano per qualche istante i tempi felici trascorsi insieme. Ma gli spiriti del mare rammentano ad Elda che essa ha giurato di essere la sposa del Baltico. Sveno comprende che per lui ed Elda non ci può essere futuro e si lascia cadere in mare da uno scoglio, mentre gli spiriti inducono Elda a cantare macchinalmente come una sirena.